# Salmo trutta fario
La trucha fario, también conocida como trucha café o marrón es la subespecie Salmo trutta fario, un pez eurihalino marino y de agua dulce de la familia salmónidos, distribuidos por el noreste del océano Atlántico, con poblaciones no migratorias en islas británicas y Francia. Es además común en ríos de las regiones alpinas del centro de Europa y en el sur de Alemania (si bien, estas poblaciones se han visto perjudicadas en las últimas décadas). También se ha descrito su presencia en Grecia, Estonia, Andorra, Argentina y Chile.

## Anatomía y clasificación

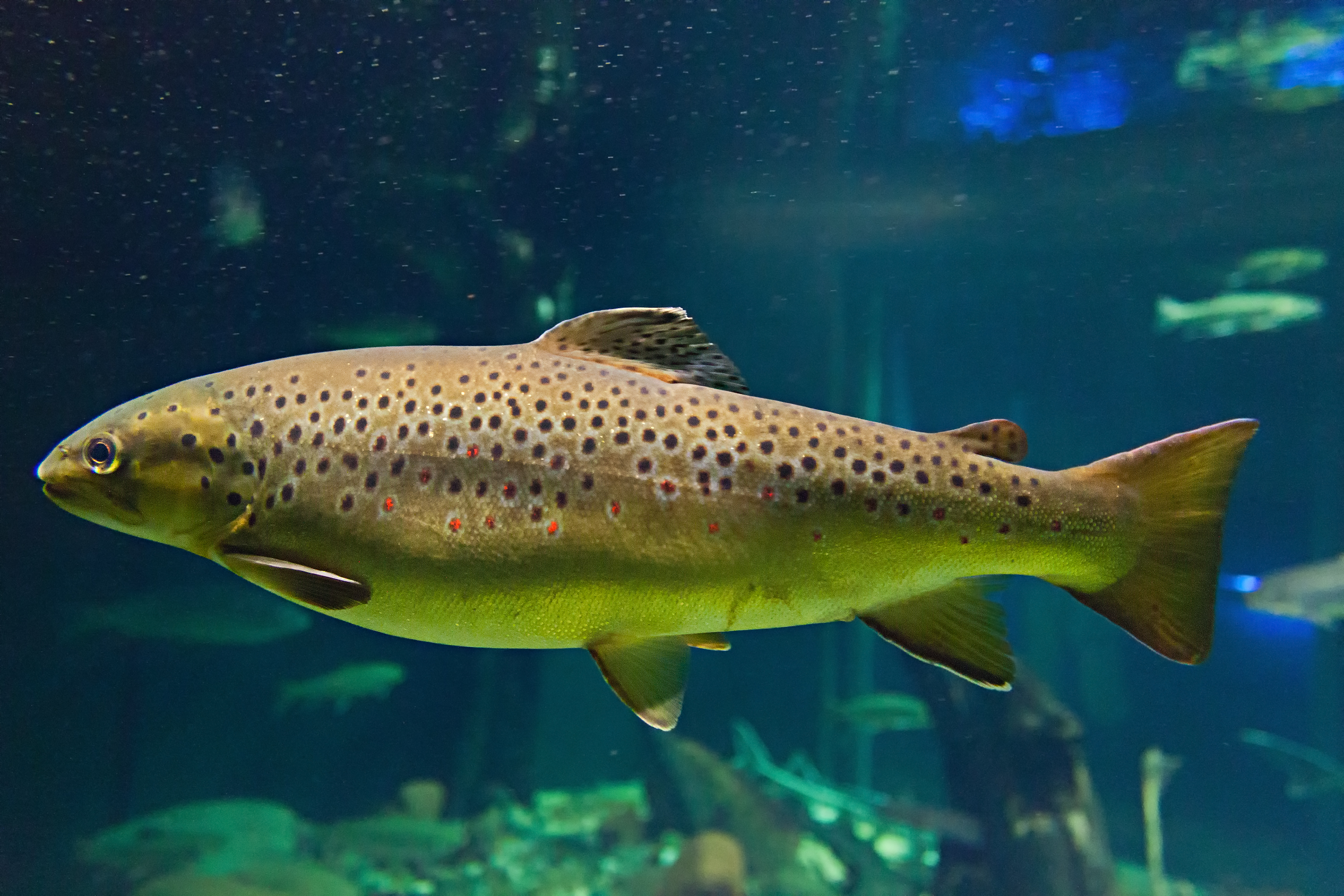
Trucha marrón (Salmo trutta) nadando en el acuario del Ozeaneum Stralsund.

La longitud máxima descrita fue de 100 cm, Aparte de las características morfológicas de su familia, tienen 3 a 4 espinas en su aleta dorsal y otras tantas en la anal.
La trucha fario se considera una subespecie propia en la mayoría de fuentes, si bien para algunos autores es solo una variante del Salmo trutta y no una subespecie separada.

## Hábitat y biología
Es una subespecie de peces anádromos, que viven en el mar en aguas frías a poca profundidad y remontan los ríos para desovar, donde se les puede encontrar en corrientes pequeñas de aguas muy rápidas cercanas al nacimiento de los ríos en la alta montaña, a veces incluso en ríos de valle. Los juveniles se alimentan de invertebrados bentónicos, larvas de insecto y de insectos voladores -en los ríos-, mientras que en el mar también se alimentan de moluscos; los adultos consumen peces y anfibios.

## Importancia para el hombre
Es un tipo de trucha pescado tradicionalmente para su comercialización, con un alto valor; también ha sido criado en acuicultura por la buena aceptación de este producto en los mercados; es también importante su uso en la pesca deportiva en los ríos. Las repoblaciones con esta subespecie son normales en Europa. Se suele vender fresco o ahumado, cocinándose de multitud de formas.